# 1924 год в авиации
Список событий в авиации в 1924 году.

## События
- 8 февраля — первый полёт советского пассажирского самолёта АК-1 (лётчик А. И. Томашевский).[1]
- 24 апреля — аргентинский инженер Рауль Патерас Пескара установил первый мировой рекорд дальности полёта на вертолёте Pescara 2F — 736 м.[2]
- 26 мая — первый полёт самолёта АНТ-2 (лётчик-инженер Н. И. Петров). Это был первый цельнометаллический самолёт, покрытый гофрированной обшивкой из кольчугалюминия.[3]
- 4 ноября — первый полёт самолёта И-2, конструкции Д. П. Григоровича.[4]

## Персоны

### Родились
- 15 октября—Ярцев, Владимир Егорович, участник венгерских событий 1956 года, начальник связи авиационной эскадрильи 880-го гвардейского бомбардировочного авиационного полка Южной группы войск, Герой Советского Союза, гвардии старший лейтенант.[5]